# Trompa de Eustáquio
A tuba auditiva ou Trompa de Eustáquio é um canal que liga o ouvido médio dos mamíferos à faringe e que ajuda a manter o equilíbrio da pressão do ar entre os dois lados da membrana timpânica.
A tuba abre e fecha à medida que engolimos ou bocejamos, permitindo uma equalização entre a pressão do ouvido externo e do ouvido médio. Uma sensação de pressão pode ser causada no ouvido por este processo de equalização em um avião ou em situações de mudanças de altitude, por exemplo. O terço posterolateral da tuba é ósseo e o restante é cartilagíneo. A tuba auditiva é revestida por mucosa, que é continua posteriormente com a mucosa da cavidade timpânica e anteriormente com a mucosa da parte nasal da faringe.

## Função
A função da tuba auditiva é igualar a pressão na orelha média à pressão atmosférica, permitindo, assim, o livre movimento da membrana timpânica. Essa tuba permite a entrada e a saída de ar da cavidade timpânica, equilibrando a pressão nos dois lados da membrana. Como normalmente há aposição das paredes da parte cartilaginosa da tuba, a tuba deve ser ativamente aberta. A tuba é aberta pela expansão da circunferência do ventre do músculo levantador do véu palatino quando se contrai longitudinalmente, empurrando uma parede enquanto o músculo tensor do véu palatino traciona a outra. Como esses são músculos do palato mole, a equalização da pressão (“estalido nos ouvidos”) está comumente associada a atividades como bocejar e deglutir.
As artérias da tuba auditiva provêm da artéria faríngea ascendente, um ramo da artéria carótida externa, e da artéria  meníngea média e artéria do canal pterigoideo, ramos da artéria maxilar.
Outra função da Tuba auditiva é a drenagem, não permitindo o acúmulo de secreções no interior da orelha média, sendo que o responsável por encaminhar estas secreções para a porção nasal da faringe é o músculo tensor do véu palatino. Além do mais, as células ciliadas e secretoras encontradas na orelha média e Tuba auditiva compõem um sistema de transporte muco ciliar.¹
Diferentes fatores interferem no funcionamento da tuba auditiva, como, por exemplo, adenoides hipertrofiadas, fissura palatina, tumores na rinofaringe e fatores de desenvolvimento.

## Anatomia

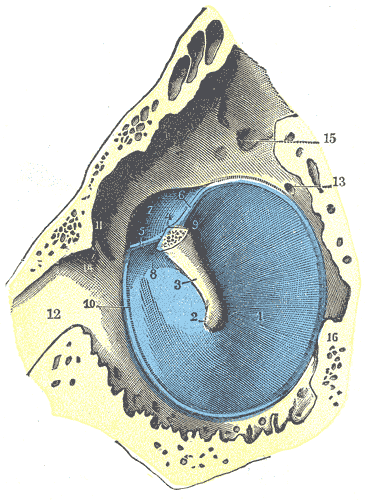
1-Tympanic membrane;2- Umbo;3- Handle of the malleus;4- Lateral process;5- Anterior tympanomalleolar fold;6- Posterior tympanomalleolar fold;7-Pars flaccida;8- Anterior pouch of Tröltsch;9- Posterior pouch of Tröltsch;10- Fibrocartilaginous ring;11- Petrotympanic fissure;12- Auditory tube;13- Iter chordae posterius;14- Iter chordæ anterius;15- Fossa incudis for short crus of the incus;16- Prominentia styloidea

A tuba auditiva é um tubo orgânico fechado que une a rinofaringe à orelha média. Se comunica com a faringe através do osteo faríngeo da tuba auditiva. É constituída de uma parte óssea, mais curta, com 12 milímetros de comprimento, correspondendo ao semi-canal da tuba auditiva; e uma cartilagínea, com 24 milímetros de comprimento, cuja base é inserida sob a mucosa da parede lateral da rinofaringe. A porção cartilaginosa é fixada ao segmento ósseo que se encontra em um sulco na base da espinha angular do osso esfenoide, expandindo-se na medida que se dirige para a rinofaringe, onde abre-se em seu óstio faríngeo, posterior à cauda do corneto inferior e anterior ao
recesso faríngeo lateral (Fosseta de Rosenmüller).
O desenvolvimento da tuba auditiva só se completa aos 18 anos de vida. No feto a base do crânio é relativamente plana, de modo que a tuba auditiva tem em desvio de cerca de 10 graus do plano horizontal. Com o desenvolvimento pós-natal há aumento das dimensões verticais da base do crânio, além de um distanciamento do palato duro, gerando,no adulto um aumento da angulação da tuba auditiva  para 45 graus. O crescimento da mesma varia de 30 a 38 mm.
A tuba auditiva é usualmente dividida em uma porção óssea infratemporal, e uma porção cartilaginosa.A parede medial da porção óssea está em íntimo contato com o canal carotídeo e o labirinto. A mucosa desta região é semelhante a do ouvido médio, incluindo células mucosas e ciliares.
A trajetória da tuba auditiva  até a rinofaringe tem a morfologia de um S invertido. O término na rinofaringe está a cerca de 20 mm acimado plano do palato duro e protrai com sua cartilagem no chamado tórus tubáreo. Há uma fina camada de epitélio recobrindo a cartilagem.